# Luigi Simeoni (storico)
Luigi Simeoni (Quinzano, 23 marzo 1875 – Bologna, 18 giugno 1952) è stato uno storico italiano.

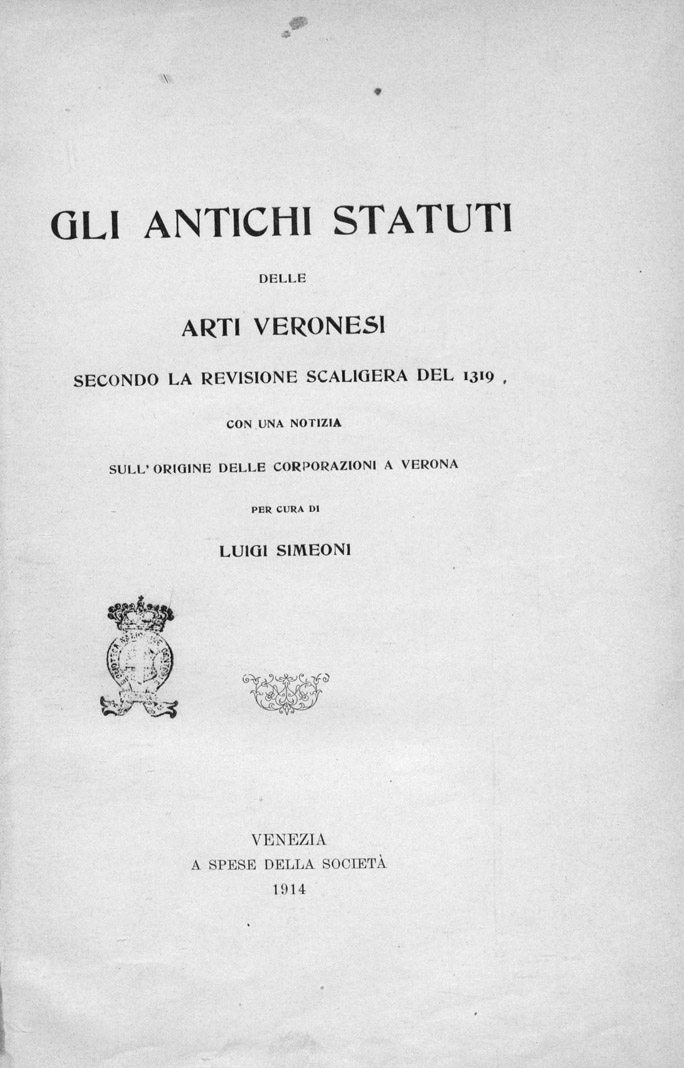
Gli antichi statuti delle arti veronesi secondo la revisione scaligera del 1319, 1914

I suoi interessi di studio compresero la storia comunale di Verona e la formazione della signoria scaligera ed estense. Tra il 1927 e il 1946 fu docente di storia medievale e moderna presso l'Università di Bologna.

## Opere
- Le origini del comune di Verona, 1913.
- Gli antichi statuti delle arti veronesi secondo la revisione scaligera del 1319, Venezia, Tipografia Emiliana, 1914.
- Ricerche sull'origine della signoria estense a Modena, 1919.
- La formazione della signoria scaligera, 1926.
- Le Signorie, 1950.